# Colleen Wheeler
Pour les articles homonymes, voir Wheeler.
Colleen Wheeler est une actrice canadienne née le 21 mars 1967.

## Filmographie

### Cinéma
- 1993 : Two Brothers, a Girl and a Gun : Rose
- 1999 : Better Than Chocolate : la femme dans l'agence immobilière
- 2000 : Kong : Zeelah
- 2001 : Petite arnaque entre amis (Finder's Fee) : la policière
- 2012 : The Secret : Mme Johnson
- 2018 : Tully : Dr Smythe
- 2020 : La Famille Willoughby (The Willoughbys) de Kris Pearn (voix)

### Télévision

#### Séries télévisées
- 1996 : Le Titanic (mini-série - épisode 2) (non créditée)
- 1996-1997 : Saber Marionette J (10 épisodes) : Luchs
- 1998 : The Crow (saison 1, épisode 2) : Melissa Rampling
- 1999 : You, Me and the Kids (saison 1, épisode 50) : Dana
- 1999 : Master Keaton (saison 1, épisode 34) : la mère de Ralph
- 1999 : La Nouvelle Famille Addams (saison 1, épisode 45) : la postière
- 1999 : Space Hospital (Mercy Point) (saison 1, épisode 4) : Alice Zeame
- 2000 : Au-delà du réel : L'aventure continue (saison 6, épisode 10) : Uma
- 2000-2003 : X-Men: Evolution (21 épisodes) : Mystique
- 2001 : Wolf Lake (saison 1, épisode 2) : l'infirmière de service
- 2001 : Cold Squad, brigade spéciale (saison 5, épisode 5) : Janice Langstaff
- 2001 : Ultimate Book of Spells (en) (26 épisode) : (voix)
- 2002 : Just Deal (saison 3, épisode 9) : Coach Harris
- 2003 : En quête de justice (Just Cause) (saison 1, épisode 17) : Joyce
- 2003 : John Doe (saison 1, épisode 16) : officier en uniforme
- 2005 : Godiva's (saison 1, épisode 4) : Deanna Reisner
- 2006-2007 : Death Note (11 épisodes) : Rem
- 2011 : Fringe (saison 4, épisode 6) : une voisine
- 2014 : Once Upon a Time (saison 3, épisode 21) : la mère du groupe
- 2015 : Motive (saison 3, épisode 13) : Fran Lyall
- 2017 : Mech-X4 (saison 2, épisode 17) : le docteur
- 2017 : Altered Carbon (saison 1, épisode 6) : une infirmière
- 2017 : When We Rise (saison 1, épisode 3) : Donna
- 2017 : Toi, moi et elle (You Me Her) (saison 2, épisodes 2 & 10) : Dani Munro
- 2019 : The Twilight Zone : La Quatrième Dimension (saison 1, épisode 8) : Sgt. Johnson

#### Téléfilms
- 2000 : Cabin by the Lake (en) de Po-Chih Leong : Lauren
- 2000 : Éclosion (They nest) de Ellory Elkayem : Jane
- 2014 : Warriors de Martin Campbell : Dillon
- 2015 : Les Doutes de la mariée (Bridal Wave) de Michael M. Scott : Emma Dwyer
- 2016 : Un petit souhait pour Noël (A Wish For Christmas) de Christie Will Wolf : Barb Williams
- 2017 : Petits meurtres et confidences : rendez-vous meurtrier (Dating Is Murder) de Michael Robison : Georgina Radley
- 2020 : L'amour entre deux pages (Just My Type) de Paul Ziller : Ruth
- 2020 : The Christmas Ring de Troy Scott : Linda
- 2020 : Une romance très gourmande (Love is a Piece of Cake) de David I. Strasser : Clara Dale
- 2020 : Une bague pour Noël (The Christmas Ring) de Troy Scott : Linda